# جسر كارل

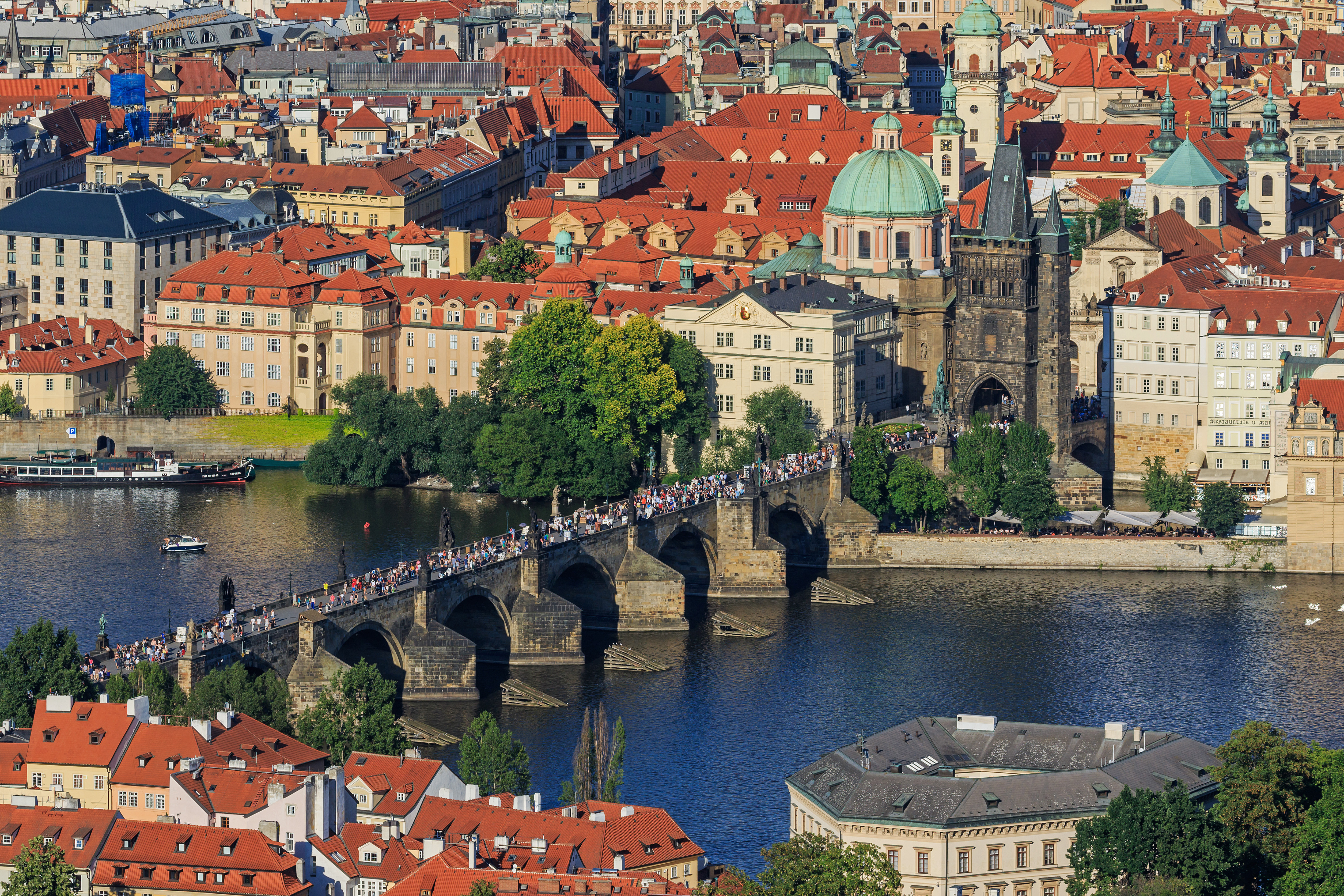
جسر كارل

جسر كارل(بالتشيكية:Karlův most) جسر شهير في العاصمة التشيكية براغ. يعتبر من أهم المعالم السياحية في التشيك وأوروبا الوسطى .
يبلغ طول الجسر 516 م ويصل عرضه لعشرة أمتار. يربط ضفتي نهر الفلتافا. شرع في بنائه عام 1357 م بأمر من الملك كارل الرابع. استمر العمل لبناء الجسر حتى عام 1400 م. في بادئ الأمر كان يسمى الجسر بالجسر الحجري أو جسر براغ وفي عام 1870 م أطلق عليه مسمى جسر كارل. يصل الجسر البلدة القديمة في براغ بقلعة براغ.

## اقرأ أيضاً
- براغ